# Duits taalpurisme
Duits taalpurisme (Duits: Sprachpurismus) is het sociolinguïstische fenomeen van taalzuivering in het Duits.

## Middeleeuwen
De eerste Duitse leenwoorden zijn in de middeleeuwen uit het Latijn en het Grieks geleend. Omdat deze woorden allemaal benamingen waren voor bij Germaanse volkeren onbekende begrippen, is daar nooit verzet tegengekomen. Heden zijn woorden als Kirche ‘kerk’, Straße ‘straat’ of Tisch ‘tafel’ volledig aangepast aan het Duits en ze worden enkel nog als leenwoorden aangemerkt door mensen die professioneel met taal bezig zijn.
In de tijd van de hoofse poëzie werden ook al woorden uit het Frans geleend, zoals buhurt ‘ridderspel’ of tjoste ‘duel’, maar de meeste van die leenwoorden sloegen niet aan en verdwenen dus ook weer uit het Duits op het ogenblik dat de hoofse ridderroman in de vergetelheid raakte. Andere woorden zoals Prinz ‘prins’ hebben dan weer een vaste plaats verworven in de Duitse taal.
Veel Franse woorden uit die tijd zijn trouwens ontleend via het Nederlands. In de middeleeuwen genoot de Zuid-Nederlandse ridderschap in heel Europa groot aanzien. Onder meer de Nederlandse vertalingen van de Franse woorden chevalier ‘ridder’ en courtois ‘hoofs’ werden in het Duits overgenomen als Ritter en höfisch.

## Barok

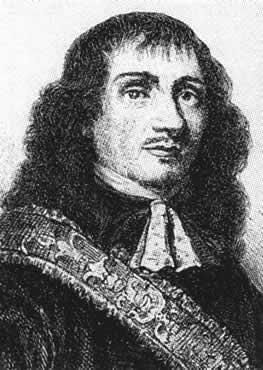
Philipp von Zesen

De eerste tekenen van verzet tegen leenwoorden in het Duits verschenen in de 17e eeuw. Het gaf in die tijd in beschaafde kringen geen pas om Duits te spreken. Edellieden spraken doorgaans Frans met elkaar en het Duits werd aangezien als de taal van het gemene volk. Het werd in Duitstalige landen in die tijd als zeer deftig beschouwd om zijn taal met Frans te doorspekken. Gaandeweg sijpelden Franse woorden door in de taal van alle lagen van de bevolking.
In de 17e eeuw woedde bovendien de Dertigjarige Oorlog in de Duitstalige landen; een derde van de bevolking van het Heilige Roomse Rijk kwam daarbij om het leven en de Duitse cultuur liep een grote achterstand op bij de rest van West-Europa. Huurlingen uit alle uithoeken van Europa trokken door het Duitse Rijk en leenwoorden uit onder meer het Spaans, het Italiaans en de Slavische talen nestelden zich in het Duits.
De Silezische dichter Martin Opitz was een van de eerste Duitsers die de handschoen opnam voor zijn moedertaal. In 1624 publiceerde hij zijn Buch von der Deutschen Poeterey. Opitz beroept zich in dit werk op het oeuvre van middeleeuwse dichters als Walther von der Vogelweide om te staven dat ook het Duits op een grootse literaire traditie kan roemen. Hij verwerpt in dit werk het maltraiteren van de Duitse taal door overdadig gebruik van Romaanse leenwoorden. Zeven jaar voordien had hij daar al een aanzet toe gegeven in zijn Latijnse traktaat Aristarchus sive de contemptu linguae Teutonicae.
In de loop van de 17e eeuw ontstonden overal in het Duitse taalgebied Sprachgesellschaften. Deze verenigingen ijverden voor het gebruik van het Duits als literaire en culturele taal. Geïnspireerd door de Florentijnse Accademia della Crusca richtte vorst Lodewijk I van Anhalt-Köthen in 1617 de Fruchtbringende Gesellschaft op. Dat adelbrieven een vereiste waren tot lidmaatschap van deze vereniging schetst de nadrukkelijke wens van deze vorst om het Duits ingang te doen vinden in hogere milieus.
Opmerkelijk is ook de invloed van het Nederlandse taalpurisme op het Duits. Auteurs uit het hele Duitse taalgebied spiegelden hun moedertaal aan het Nederlands van de Gouden Eeuw. Vooral de invloedrijke schrijver Philipp von Zesen stond in bewondering voor de taaltoestand in de Verenigde Provinciën. Hij had zelf te Leiden gestudeerd en onderhield contacten met schrijvers als Bredero, Coornhert en Hooft. Veel van zijn Duitse neologismen waren leenvertalingen uit het Nederlands.
Von Zesen introduceerde woorden als Augenblick ‘ogenblik’, Schauburg ‘schouwburg’ en Weltall ‘heelal’ in de Duitse taal. Zijn taalpuristische nieuwvormingen hebben weliswaar niet allemaal de tand des tijds doorstaan. Woorden als Scheidekunst ‘scheikunde’, Spitzgebäude ‘piramide’ of Weiberhof ‘harem’ zijn zonder bijval gebleven. Ten dele had dit te maken met het uitgesproken fanatisme van Von Zesen. Hij hield bijvoorbeeld geen rekening met de mate waarin leenwoorden waren ingeburgerd. Zo wilde hij zelfs het woord Fenster ‘raam’ door Tageleuchter vervangen.
Een andere invloedrijke taalpuristische auteur was Justus Georg Schottel. Aan hem heeft het Duits veel grammaticale termen te danken. Woorden als Rechtschreibung ‘spelling’, Sprachlehre ‘spraakkunst’ en Verfasser ‘schrijver’ zijn door Schottel verzonnen. Samen met Georg Philipp Harsdörffer en Philipp von Zesen geldt hij als de voornaamste Duitse taalzuiveraar van zijn tijd.

## Romantiek

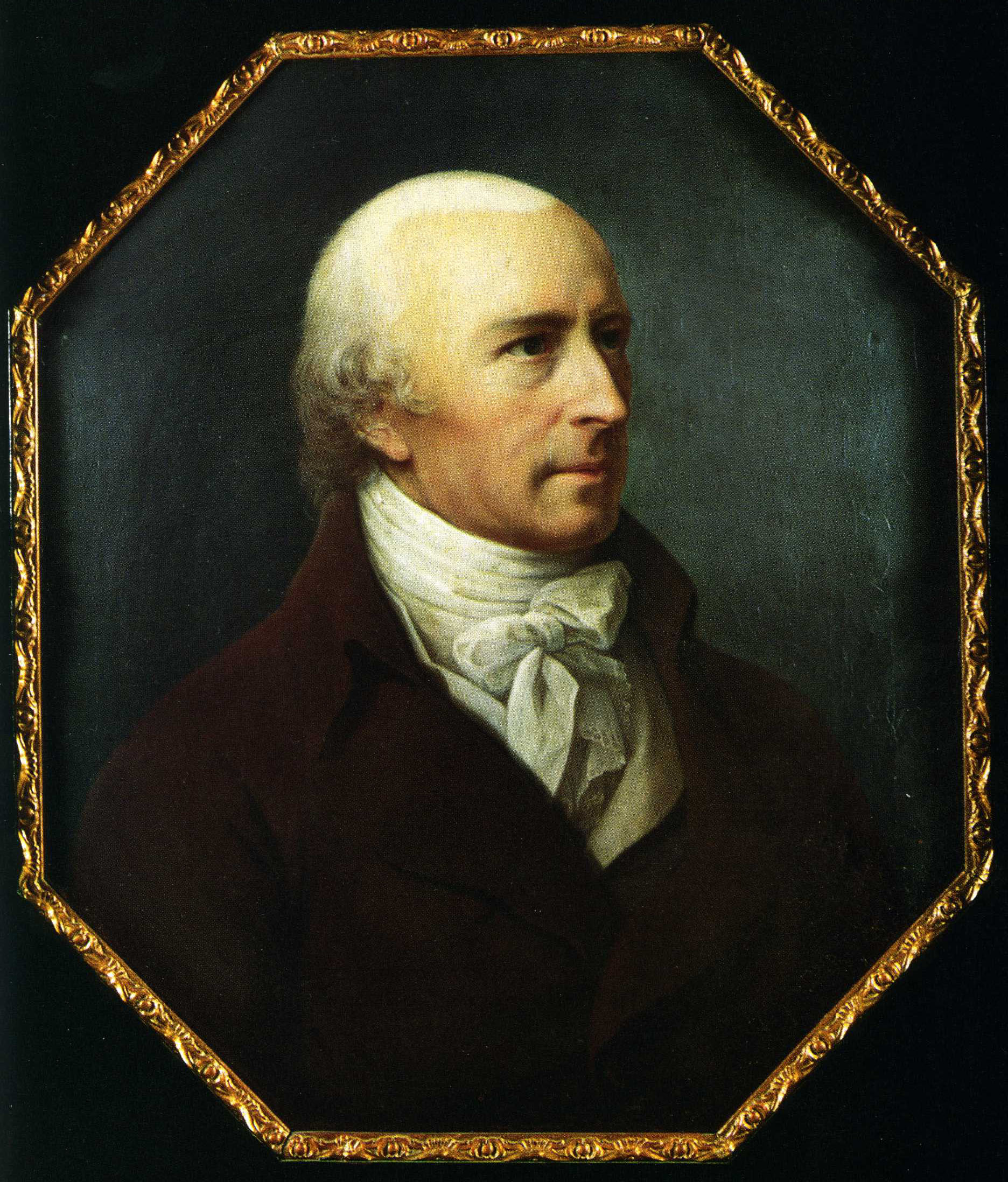
Joachim Heinrich Campe

Na de 17e eeuw was purisme niet meer weg te denken uit het Duitse taaldebat. De tweede helft van de 18e en eerste helft van de 19e eeuw waren hoogtijdagen voor het Duitse taalpurisme. Niet alleen was de romantiek een ideale kweekschool voor taalzuiveraars, maar bovendien groeide door de napoleontische oorlogen de reactionaire houding jegens invloeden uit Romaanse talen.
De succesrijkste taalpurist uit de Duitse romantiek was de bekende schrijver en taalkundige Joachim Heinrich Campe. In 1794 verscheen van zijn hand het werk Ueber die Reinigung und Bereicherung der deutschen Sprache en in 1801 publiceerde hij zijn Wörterbuch zur Erklärung und Verdeutschung der unserer Sprache aufgedrungenen fremden Ausdrücke. Hij is de uitvinder van nieuwvormingen als Fallbeil ‘guillotine’, Stelldichein ‘rendez-vous’ en Zerrbild ‘karikatuur’.
Nog verder dan Campe ging Friedrich Ludwig Jahn. Deze nationalist wilde alle onaangepaste leenwoorden uit de Duitse taal wegzuiveren. Van zijn hand zijn woorden als Reichswehr ‘leger’ en Volkstum ‘nationaliteit’. De meeste van zijn bedenksels hebben nooit ingang gevonden in de Duitse omgangstaal.
Niettemin viel in deze periode ook de eerste kritiek op het Duitse taalpurisme te horen. Hoewel Johann Wolfgang von Goethe door voorstanders van taalpurisme soms ten tonele wordt gevoerd als voorvechter van de Duitse taalzuivering, is hij in zijn oordeel over de werkzaamheden van Campe toch vrij negatief. In zijn werk Xenien uit 1797 vergelijkt hij hem met een wasvrouw die de Duitse taal met loog en zand schoon tracht te maken.
Na de nederlaag van Napoleon luwde de klopjacht op Romaanse leenwoorden. Juist zoals in de 18e eeuw bleven veel Duitse schrijvers desalniettemin nog steeds doelbewust een al te overvloedig gebruik van vreemde woorden vermijden. Bovendien werden in 1848 de Verein der deutschen Reinsprache en in 1885 de Allgemeiner deutscher Sprachverein gesticht. Deze taalgenootschappen hielden zich nog altijd  bezig met het bedenken van taalpuristische nieuwvormingen ter vervanging van Franse en ook Engelse leenwoorden. De laatste organisatie bestaat nog steeds, maar is na de Tweede Wereldoorlog Gesellschaft für deutsche Sprache gaan heten. De vereniging fungeert vandaag vooral als een taaladvies verstrekkend orgaan en is in dit opzicht zeer wel te vergelijken met het Nederlandse Genootschap Onze Taal.
Puristen klopten tegen het einde van de 19e eeuw al regelmatig aan dovemans deur. Taalverenigingen schreven in die tijd vaak tevergeefs vorsten aan met voorstellen om de vakterminologie der overheidsinstellingen te verduitsen. Ten tijde van de Frans-Duitse Oorlog vonden zij wel nog gehoor bij de Pruisische keizer Wilhelm I. Het leger, de spoorwegen en de posterijen maken in Duitsland daarom nog altijd gebruik van purismen, die bedacht werden rond de vorige eeuwwisseling. Omdat de verschillende Duitstalige landen in die tijd nog niet echt samenwerkten op taalkundig gebied, hebben purismen als Oberst ‘kolonel’, Bahnsteig ‘perron’ of Anschrift ‘adres’ veel minder snel ingang gevonden in het ambtelijke Duits van Oostenrijk en Zwitserland.

## 20e eeuw
De Eerste Wereldoorlog gaf aanleiding tot een hernieuwing van de strijd tegen het Frans. De invloed van de Allgemeiner deutscher Sprachverein nam weer toe. In het Duitsland van keizer Wilhelm II werd onder het mom van Eindeutschung het gebruik van Frans in opschriften op winkels en andere plaatsen verboden, hotels en restaurants heetten voortaan Gasthäuser en Gaststätten en zelfs de populaire Franse afscheidsformule Adieu werd geschandmerkt. De sancties konden variëren van vermaningen tot boetes en zelfs gevangenisstraffen.
Tijdens het interbellum werden overal in Duitsland gezelschappen opgericht, die zich bezighielden met het verduurzamen van het Germanentum. Ook hier besteedde men aandacht aan taalzuivering. Leenwoorden werden beschouwd als schandvlekken op het blazoen van de Duitse taal en men was van mening dat alle vreemde invloeden in het Duits met tak en wortel dienden te worden uitgeroeid.
Niettemin hield het nationaalsocialisme zich eigenlijk maar weinig bezig met taalpurisme. Kritiek van taalzuiveraars op het woordgebruik in de toespraken van Hitler werd niet ernstig genomen en ook voorstellen om woorden als Konzentrationslager ‘concentratiekamp’ of Sterilisation ‘sterilisatie’ te vervangen door Zwangslager en Entmannung vonden geen weerklank. Hitler wilde immers heel Europa verenigen in zijn strijd tegen het communisme. Vanuit dat oogpunt hebben de nazi’s trouwens het Duitse fractuurschrift afgeschaft. Joodse invloeden op de Duitse taal werden echter niet getolereerd. Woorden als Schlamassel ‘penarie’, schofel ‘sjofel’ of Stuss ‘onzin’ werden in deze periode gestigmatiseerd.
Na het einde van de Tweede Wereldoorlog is er van purisme in de Duitstalige landen vrijwel geen sprake meer. Er worden weliswaar nog steeds regelmatig nieuwe woorden gevormd uit endogene taalelementen, zoals Eilzug ‘sneltrein’, Fernsehen ‘televisie’, Kernkraftwerk ‘kerncentrale’ of Wochenende ‘weekeinde’, maar men heeft in het naoorlogse tijdperk afgezien van stelselmatige taalzuivering.
Tegenwoordig is ook voor het Duits het Engels de voornaamste bron van nieuwe leenwoorden geworden. Woorden als Computer, E-Mail of Homepage zijn ook in het Duitse taalgebied schering en inslag. De spelling van Engelse woorden wordt vrijwel nooit aangepast en vaak behouden ze zelfs hun oorspronkelijke meervoudsvormen.